# Frontera entre Romania i Sèrbia
La frontera entre Romania i Sèrbia es la frontera internacional entre Romania, estat de la Unió Europea, i Sèrbia

## Traçat
Comença al trifini Romania - Sèrbia - Hongria (46° 7′ 0″ N, 20° 16′ 0″ E / 46.11667°N,20.26667°E), entre les localitats de Beba Veche a Romania i de Rabe a Sèrbia, que tanmateix no estan connectades per carretera i va tallar el Banat serbi del Banat romanès en direcció general sud-est. Després d'aproximadament la meitat del traçat, és el Danubi qui serveix com a frontera natural. Desemboca trifini Romania - Sèrbia - Bulgària (44° 13′ 0″ N, 22° 40′ 0″ E / 44.21667°N,22.66667°E).

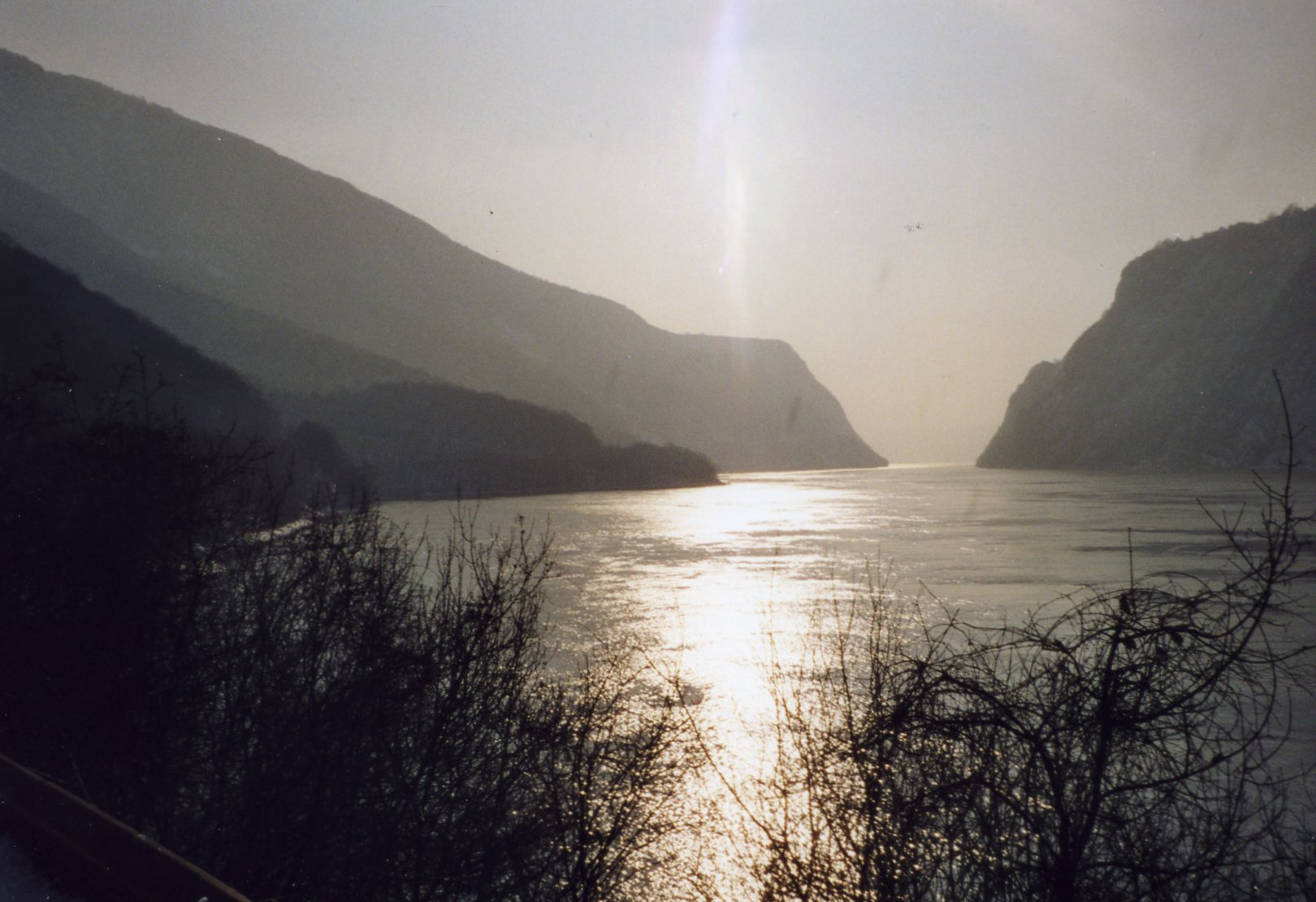
Gorja fronterera coneguda com a « Portes de Ferro », entre Romania i Sèrbia.

## Divisió del Banat
El primer pas fronterer per carretera es troba més al sud-est de la ciutat de Comlosu Mare, a la part romanesa i la ciutat de Kikinda al costat serbi, concretament entre les localitats de Lunga (Romania) i Nakovo (Sèrbia). No hi ha duanes però se li va permetre el trànsit transfronterer, inclòs l'acord bilateral de 13 de gener de 1970 entre la República Socialista de Romania i la República Federal Socialista de Iugoslàvia.
La primera duana és a Jimbolia a Romania que passa d'una part la carretera Timişoara - Zrenjanin (la duana de la part sèrbia situada a la localitat de Srpska Crnja) i, d'altra banda, la línia ferroviària entre Timişoara i Kikinda.
A uns 30 quilòmetres més al sud, a l'assentament serbi de Jaša Tomič, hi ha un altre pas fronterer de carretera i de ferrocarril. D'una banda connecta Jaša Tomič amb un altre poble de Sèrbia, Meda, creuant una petita protuberància de Romania durant sis quilòmetres per l'altra banda, que permet el pas transfronterer amb les localitats romaneses de Foeni, Cruceni i Granicerii per carretera i la connexió ferroviària entre Zrenjanin i Timișoara.
La segona duana de carretera i ferrocarril es troba a Moraviţa. A l'altre costat de la frontera es troba la ciutat de Vršac. Aquest és un pas important, ja que es troba a l'eix Belgrad - Timişoara. La carretera també és l'E70 que travessa Europa del sud-oest a l'est.
La darrera duana davant el Danubi es troba a l'altura de Kaluderovo (Sèrbia), i condueix als Munții Locvei a Romania.

## Frontera natural del Danubi
El Danubi només es pot creuar al nivell de les Portes de Ferro a l'oest de Turnu-Severin (Romania) i Kladovo (Sèrbia). És una presa hidràulica que proporciona energia als dos estats.

## Història
La frontera actual es remunta a 1739 per la part definida pel Danubi, quan l'Imperi de la Casa d'Habsburg hagué de lliurar Sèrbia a l'Imperi Otomà i el riu novament esdevingué frontera (militaritzada al costat austríac). En 1817 el principat de Sèrbia es va independitzar de l'Imperi Otomà. Durant la Primera Guerra Mundial] Sèrbia i Romania (creada el 1859 per la unió del Principat de Moldàvia amb el Principat de Valàquia) acordaren en cas de victòria sobre l'Imperi Alemany i Àustria-Hongria, compartir el Banat un terç per a Sèrbia i dos terços per Romania (amb una convenció sobre les minories romaneses i sèrbies d'ambdós costats). La frontera dividint el Banat en dos va ser definida al final de 1918 per una comissió presidida pel geògraf francès Emmanuel de Martonne i confirmada pel tractat de Trianon de 1920, deixant una petita part a Hongria prop de la ciutat de Szeged i dos terços del Banat a Romania, un terç al Regne de Iugoslàvia.